# Imparfinis
Imparfinis és un gènere de peixos de la família dels heptaptèrids i de l'ordre dels siluriformes.

## Taxonomia
- Imparfinis borodini (Mees & Cala, 1989)
- Imparfinis cochabambae (Fowler, 1940)
- Imparfinis guttatus (Pearson, 1924)
- Imparfinis hasemani (Steindachner, 1915)[2]
- Imparfinis hollandi (Haseman, 1911)[3]
- Imparfinis lineatus (Bussing, 1970)
- Imparfinis longicaudus (Boulenger, 1887)
- Imparfinis microps (Eigenmann & Fisher, 1916)[4]
- Imparfinis minutus (Lütken, 1874)
- Imparfinis mirini (Haseman, 1911)[5]
- Imparfinis mishky (Almirón, Casciotta, Bechara, Ruíz Díaz, Bruno, D'Ambrosio, Solimano & Soneira, 2007)[6]
- Imparfinis nemacheir (Eigenmann & Fisher, 1916)[4]
- Imparfinis parvus (Boulenger, 1898)[7]
- Imparfinis pijpersi (Hoedeman, 1961)[8]
- Imparfinis piperatus (Eigenmann & Norris, 1900)[9]
- Imparfinis pristos (Mees & Cala, 1989)
- Imparfinis pseudonemacheir (Mees & Cala, 1989)
- Imparfinis schubarti (Gomes, 1956)
- Imparfinis spurrellii (Regan, 1913)
- Imparfinis stictonotus (Fowler, 1940)[10][11][12][13][14][15][16]